# Super Bowl XXXV
Il Super Bowl XXXV è stata la partita di finale della National Football League tra i vincitori della National Football Conference (NFC) e della American Football Conference (AFC) nella stagione del 2000 e venne giocata il 28 gennaio 2001 al Raymond James Stadium di Tampa. La partita vide affrontarsi i vincitori della NFC, i New York Giants ed i vincitori della AFC, i Baltimore Ravens, che vinsero per 34-7.
I Ravens, che avevano terminato la stagione regolare con un record di 12-4, divennero la terza wild card della storia, la seconda negli ultimi quattro anni, a vincere il Super Bowl. Inoltre per la città di Baltimora, che aveva vinto il suo primo e unico Super Bowl trent'anni prima coi Colts, fu il primo campionato vinto da quando i Baltimore Stallions della Canadian Football League vinsero la Grey Cup nel 1995. I Giants arrivarono alla gara cercando la terza vittoria in altrettante partecipazioni al Super Bowl, dopo un record di 12-4 nella stagione regolare.
Baltimore concesse solo 152 yard all'attacco di New York (il terzo minimo di sempre in un Super Bowl), mise a segno 4 sack e forzò 5 palloni persi degli avversari. Tutti i 16 possessi dei Giants terminarono con punt o intercetti, eccetto l'ultimo mentre il tempo stava scadendo. All'unico touchdown di New York, un ritorno di kickoff da 97 yard,  Baltimore rispose subito con un ritorno in touchdown da 84 yard nel successivo kickoff. I Giants divennero la prima squadra dai Cincinnati Bengals nel Super Bowl XXIII a non segnare un solo touchdown offensivo e la quinta in totale (unendosi, oltre ai Bengals, ai Minnesota Vikings nel Super Bowl IX, ai Washington Redskins nel Super Bowl VII e ai Miami Dolphins nel Super Bowl VI).
Ray Lewis di Baltimore, che mise a segno 5 tackle e deviò 4 passaggi, divenne solamente il secondo linebacker ad essere premiato come MVP del Super Bowl dopo Chuck Howley nel Super Bowl V. Inoltre divenne il primo difensore ad essere premiato dopo Larry White nel Super Bowl XXX, all'epoca il settimo difensore premiato dopo Howley, Jake Scott, Harvey Martin, Randy White, Richard Dent e Brown. (Dopo di Lewis, solo altri due difensori sono stati premiati come MVP del Super Bowl: la safety dei Tampa Bay Buccaneers Dexter nel Super Bowl XXXVII e il linebacker dei Seattle Seahawks Malcolm Smith nel Super Bowl XLVIII.)

## Formazioni titolari
| Baltimore       | Ruolo | Ruolo | N.Y. Giants       |
| --------------- | ----- | ----- | ----------------- |
| Attacco         |       |       |                   |
| Qadry Ismail    | WR    | WR    | Ike Hilliard      |
| Jonathan Ogden  | LT    | LT    | Lomas Brown       |
| Edwin Mulitalo  | LG    | LG    | Glenn Parker      |
| Jeff Mitchell   | C     | C     | Dusty Zeigler     |
| Mike Flynn      | RG    | RG    | Ron Stone         |
| Harry Swayne    | RT    | RT    | Luke Petitgout    |
| Shannon Sharpe  | TE    | TE    | Ron Dixon         |
| Brandon Stokley | WR    | WR    | Amani Toomer      |
| Trent Dilfer    | QB    | QB    | Kerry Collins     |
| Priest Holmes   | RB    | RB    | Tiki Barber       |
| Sam Gash        | FB    | FB    | Greg Comella      |
| Difesa          |       |       |                   |
| Rob Burnett     | LE    | LE    | Michael Strahan   |
| Sam Adams       | LDT   | LDT   | Cornelius Griffin |
| Tony Siragusa   | RDT   | RDT   | Keith Hamilton    |
| Michael McCrary | RE    | RE    | Cedric Jones      |
| Peter Boulware  | LOLB  | LOLB  | Micheal Barrow    |
| Ray Lewis       | MLB   | MLB   | Jessie Armstead   |
| Jamie Sharper   | ROLB  | ROLB  | Emmanuel McDaniel |
| Duane Starks    | LCB   | LCB   | Dave Thomas       |
| Chris McAlister | RCB   | RCB   | Jason Sehorn      |
| Kim Herring     | SS    | SS    | Sam Garnes        |
| Rod Woodson     | FS    | FS    | Shaun Williams    |

## Punti realizzati
1° quarto

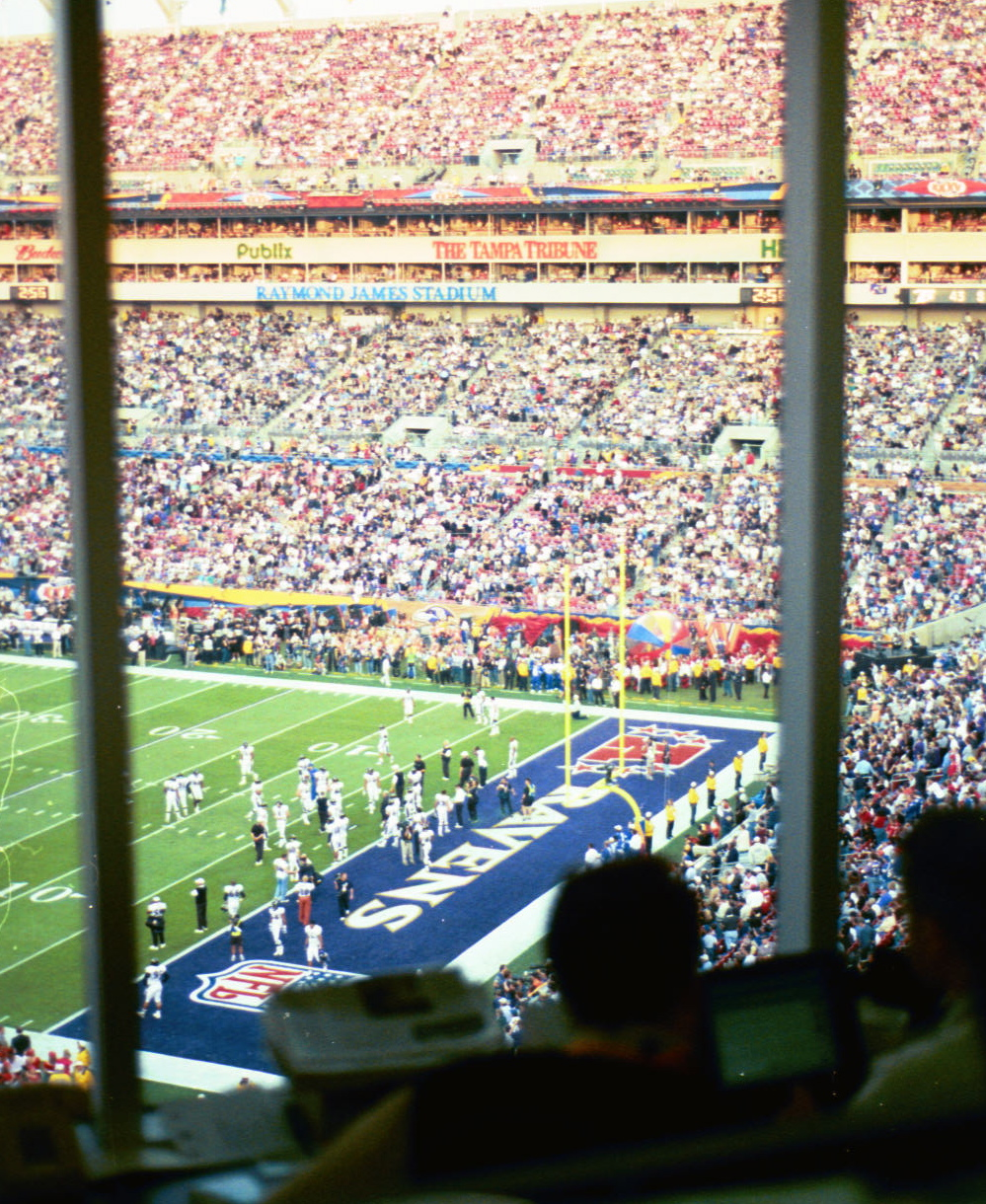
La visione della end zone dalle tribune.

- touchdown di Brandon Stockley su passaggio da 38 yard di Trent Dilfer (extra-point convertito) - 7-0

2° quarto
- field goal da 47 yard di Matt Stover - 10-0

3° quarto
- touchdown di Duane Starks su intercetto ritornato per 49 yard (extra-point convertito) - 17-0
- touchdown di Ron Dixon su ritorno di kick off di 97 yard (extra-point convertito) - 17-7
- touchdown di Jermaine Lewis su ritorno di kick off di 84 yard (extra-point convertito) - 24-7

4° quarto
- touchdown di Jamal Lewis su corsa da 3 yard (extra-point convertito) - 31-7
- field goal di Matt Stover da 34 yard - 34-7